# Сивцево (Псковский район)
Сивцево — деревня в Тямшанской волости Псковского района Псковской области России.
Расположена в 11 км к западу от центра города Пскова и в 5 км к северу от деревни Тямша.

## Население
| 2001 | 2002 | 2010 |
| ---- | ---- | ---- |
| 14   | ↘11  | ↘10  |